# Jo Burt
Jo Burt é um músico britânico.
Burt foi o baixista da banda Black Sabbath durante a turnê do álbum The Eternal Idol, de 1987. Após o término da turnê, Burt deixou o grupo.
Ele foi o fundador da banda Sector 27, juntamente com Tom Robinson e de uma outra banda de nome Virginia Wolf, com Jason Bonham. Ele também apareceu no álbum Mr. Bad Guy, trabalho solo do cantor Freddie Mercury, (Queen), de 1985, tocando baixo elétrico na faixa "Man Made Paradise".